# Planetella montana
Planetella montana är en tvåvingeart som först beskrevs av Ephraim Porter Felt 1921.  Planetella montana ingår i släktet Planetella och familjen gallmyggor.
Artens utbredningsområde är Colorado. Inga underarter finns listade i Catalogue of Life.